# Loška Dolina
Loška Dolina es un municipio de Eslovenia, situado en el suroeste del país en la frontera con Croacia, en la región de Litoral-Carniola Interior. Su capital es Stari Trg pri Ložu.
En 2018 tiene 3731 habitantes.
El municipio comprende las localidades de Babna Polica, Babno Polje, Dane, Dolenje Poljane, Iga vas, Klance, Knežja Njiva, Kozarišče, Lož, Markovec, Nadlesk, Podcerkev, Podgora pri Ložu, Podlož, Pudob, Stari Trg pri Ložu (la capital), Sveta Ana pri Ložu, Šmarata, Viševek, Vrh, Vrhnika pri Ložu.
Comprende un pequeño valle en un entorno kárstico. Fue creado como municipio el 3 de octubre de 1994, al separarse del vecino municipio de Cerknica. Hasta 1998 formó parte de su territorio el actual municipio de Bloke.